# Glacier de la Plaine Morte

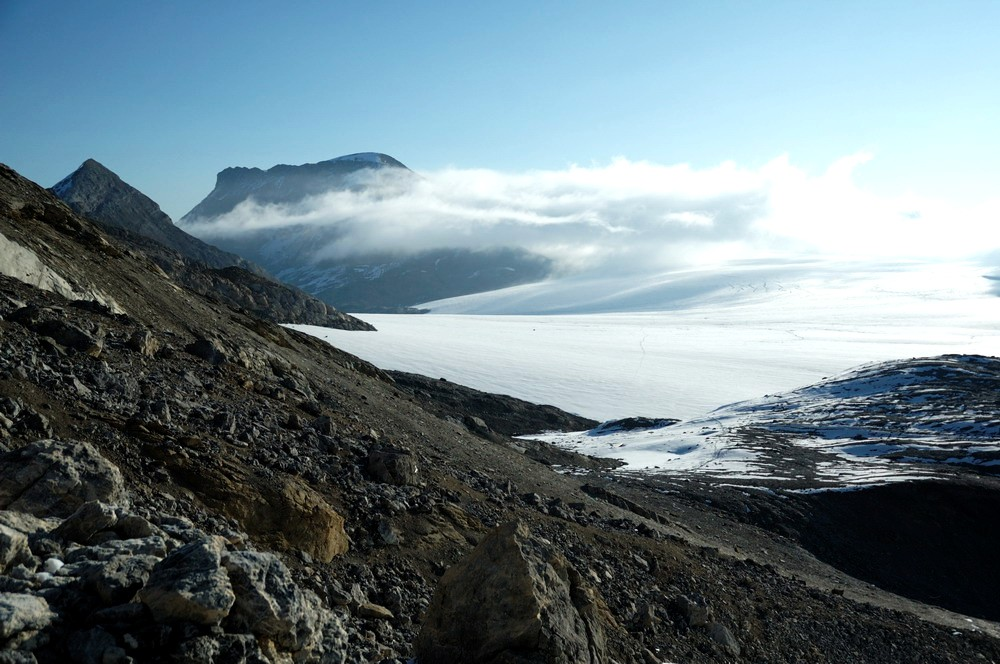
Glacier de la Plaine Morte

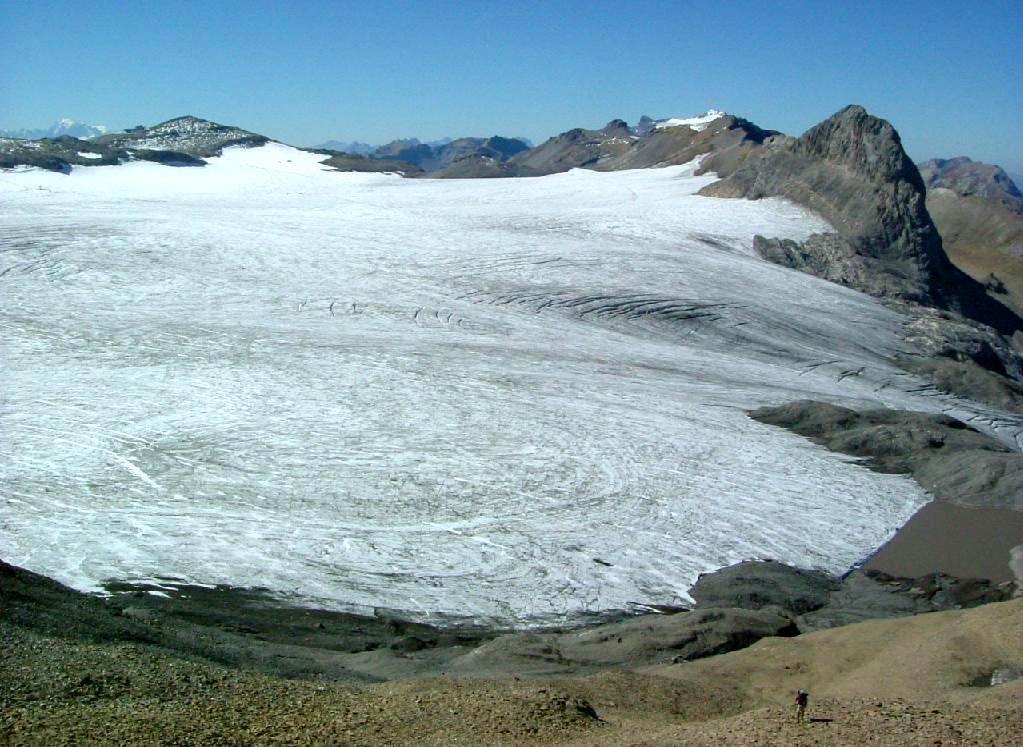
Glacier de la Plaine Morte

Glacier de la Plaine Morte – lodowiec w Alpach Berneńskich w Szwajcarii, jedno z największych lodowych plateau w tym kraju.

## Położenie
Leży w linii prostej ok. 13 km na północ od miasta Sierre w dolinie górnego Rodanu. Ogromna większość jego powierzchni należy do kantonu Berno (okręg Obersimmental-Saanen), jedynie jego skrawki na południowym wschodzie i południowym zachodzie należą do kantonu Valais (okręg Sierre).

## Charakterystyka
Liczy ok. 4,6 km rozciągłości w osi wschód-zachód i ok. 1,9 km w osi północ-południe. Spływa generalnie w kierunku zachodnim i północnym. Jego powierzchnia jest słabo nachylona: na wschodzie i południu pola firnowe sięgają do wysokości ok. 2800 m n.p.m., na zachodzie 2770 m n.p.m., a na północy najniżej schodzący język (Rezligletscher) schodzi do ok. 2480 m n.p.m.
Wody pochodzące z topnienia lodowca spływają prawie w całości w kierunku północnym do cieku zwanego Trüebbach, tworzącego niżej rzekę Simme w dorzeczu Renu. Nieznaczna część (coraz mniejsza w związku z topnieniem lodowca i redukcją jego powierzchni) odprowadzana jest z południowo-wschodniej części lodowca do cieku La Tièche, który przez rzekę La Raspille uchodzi do Rodanu.
Lodowe plateau otaczają szczyty sięgające 2900-3200 m n.p.m. Od strony północno-wschodniej są to Wildstrubel (3244 m n.p.m.), Schneehore (3180 m n.p.m.) i Rothorn (3103 m n.p.m.), od południa mur Les Faverges (2968 m n.p.m.), Sé Mort (Tothore, 2934 m n.p.m.) i Pointe de la-Plaine Morte (2927 m n.p.m.), zaś od północnego zachodu Wysshore (2947 m n.p.m.) i Gletscherhore (2943 m n.p.m.).

## Turystyka
Lodowiec wraz z otoczeniem jest atrakcyjnym terenem turystycznym, zarówno w zimie jak i w lecie. Jest łatwo dostępny od południa, od strony kantonu Valais. Ok. 200 m na wschód od wierzchołka Pointe de la-Plaine Morte, na wysokości 2875 m n.p.m. znajduje się górna stacja kolei linowej systemu funitel (Funitel Violettes – Plaine Morte), stanowiącej najwyższe ogniwo systemu kolei linowych wychodzących z Crans-Montana. W południowej części lodowca przez cały rok utrzymywane są trasy dla turystyki narciarskiej i narciarstwa biegowego.
Lodowiec, a zwłaszcza jego najwyższe partie, oferuje rozległe widoki na znaczną część najwyższych partii Alp. Na północy widoczny jest m.in. piramidalny Niesen (2362 m n.p.m.), na wschodzie Bietschhorn (3934 m n.p.m.). Na południu widać dolinę Rodanu aż po Martigny, a za nią szczyty Alp Pennińskich: Dom (4546 m n.p.m.), Weisshorn (4505 m n.p.m.), Matterhorn (4478 m n.p.m.) oraz masywy Grand Combin (4314 m n.p.m.) i Mont Blanc (4806 m n.p.m.).